# جيري دياز
جيري دياز هو نقابي كندي، ولد في 10 أكتوبر 1958 في تورونتو في كندا.